# Celje (stacja kolejowa)
Celje – stacja kolejowa w Celje, w Słowenii. Stacja została otwarta w 1846.